# 定立县
定立县（越南语：／），又译“亭立县”，是越南谅山省下辖的一个县。面积1187平方公里，2018年总人口36740人。

## 地理
定立县北接中国广西壮族自治区，西接禄平县，西南接北江省山洞县和陆岸县，南接广宁省𠀧扯县，东接广宁省先安县和平辽县。

## 历史
阮朝时，定立县为广安省先安州辖地。法属时期，殖民政府设立定立帮佐，隶属海宁省。法属末期，殖民政府将定立划归谅山省。
二战后，定立成立定立州，划归海宁省管辖。
1948年3月25日，北越政府改州为县，定立州改为定立县。
1951年，定立县和海芝县合并为定海县。
1954年，定海县分设为定立县和𠀧扯县。
1963年10月30日，海宁省和鸿广区合并为广宁省；定立县有产社划归河北省山洞县管辖。定立县随之划归广宁省管辖。
1965年，定立县成立太平农场市镇。
1977年2月23日，定立社析置定立市镇。
1978年12月29日，定立县划归谅山省管辖。
1981年6月10日，禄平县静嘉社4村划归定立县丙舍社。

## 行政区划
定立縣下轄2市鎮10社，县莅定立市镇。
- 定立市鎮（Thị trấn Đình Lập）
- 太平農場市鎮（Thị trấn Nông Trường Thái Bình）
- 林歌社（Xã Lâm Ca）
- 同勝社（Xã Đồng Thắng）
- 北朗社（Xã Bắc Lãng）
- 周山社（Xã Châu Sơn）
- 強利社（Xã Cường Lợi）
- 太平社（Xã Thái Bình）
- 定立社（Xã Đình Lập）
- 丙舍社（Xã Bính Xá）
- 堅木社（Xã Kiên Mộc）
- 北車社（Xã Bắc Xa）